# Wycombe Wanderers Football Club 2018-2019
Questa pagina raccoglie i dati riguardanti il Wycombe Wanderers Football Club nelle competizioni ufficiali della stagione 2018-2019.

## Rosa
| N. |                             | Ruolo | Calciatore             |
| -- | --------------------------- | ----- | ---------------------- |
| 1  | Inghilterra (bandiera)      | P     | Ryan Allsop            |
| 2  | Portogallo (bandiera)       | D     | Sido Jombati           |
| 3  | Galles (bandiera)           | D     | Joe Jacobson           |
| 4  | Inghilterra (bandiera)      | C     | Dominic Gape           |
| 5  | Inghilterra (bandiera)      | D     | Anthony Stewart        |
| 6  | Egitto (bandiera)           | D     | Adam El-Abd (capitano) |
| 7  | Inghilterra (bandiera)      | A     | Sam Saunders           |
| 8  | Giamaica (bandiera)         | C     | Marcus Bean            |
| 9  | Scozia (bandiera)           | A     | Craig Mackail-Smith    |
| 10 | Inghilterra (bandiera)      | C     | Matt Bloomfield        |
| 11 | Inghilterra (bandiera)      | A     | Scott Kashket          |
| 12 | Inghilterra (bandiera)      | C     | Paris Cowan-Hall       |
| 13 | Scozia (bandiera)           | P     | Cameron Yates          |
| 15 | Irlanda del Nord (bandiera) | C     | Charlie Owens          |

| N. |                         | Ruolo | Calciatore             |
| -- | ----------------------- | ----- | ---------------------- |
| 16 | Irlanda (bandiera)      | D     | Michael Harriman       |
| 17 | Inghilterra (bandiera)  | C     | Bryn Morris            |
| 18 | Inghilterra (bandiera)  | C     | Curtis Thompson        |
| 19 | Inghilterra (bandiera)  | C     | Fred Onyedinma         |
| 20 | Inghilterra (bandiera)  | A     | Adebayo Akinfenwa      |
| 21 | Inghilterra (bandiera)  | D     | Darius Charles         |
| 22 | Inghilterra (bandiera)  | C     | Nick Freeman           |
| 23 | Inghilterra (bandiera)  | A     | Nathan Tyson           |
| 24 | Inghilterra (bandiera)  | A     | Randell Williams       |
| 25 | Galles (bandiera)       | A     | Alex Samuel            |
| 26 | Inghilterra (bandiera)  | D     | Jason McCarthy         |
| 27 | Inghilterra (bandiera)  | D     | Charlie Fox            |
| 30 | RD del Congo (bandiera) | P     | Yves Makabu-Makalambay |

## Organigramma societario
Area tecnica
- Allenatore: Gareth Ainsworth
- Allenatore in seconda: Richard Dobson
- Preparatore dei portieri: Andy Fairman
- Preparatori atletici:

## Risultati

### League One

#### Girone di andata
| Wycombe 4 agosto 2018, ore 15:00 WEST 1ª giornata | Wycombe  | 0 – 0 referto | Blackpool | Adams Park (5 115 spett.)\| Arbitro: \| Kinseley \| |
| Arbitro:                                          | Kinseley |               |           |                                                     |

| Arbitro: | Boyeson |

|                                  |           |  |
| Wilks 55’ Wright 78’ Marquis 80’ | Marcatori |  |

| Arbitro: | Johnson |

|             |           |                     |
| Kashket 82’ | Marcatori | 4’ Clarke 20’ Craig |

| Arbitro: | Yates |

|           |           |                |
| Ladapo 4’ | Marcatori | 84’ Bloomfield |

| Arbitro: | Heywood |

|              |           |                              |
| Colville 90’ | Marcatori | 28’ Mackail-Smith 52’ Morris |

| Arbitro: | England |

|                     |           |             |
| Jacobson 15’ (rig.) | Marcatori | 68’ Pearson |

| Arbitro: | Salisbury |

|                                        |           |                            |
| Jombati 32’ (aut.) Taylor 71’ Sarr 80’ | Marcatori | 7’ Williams 90’ Cowan-Hall |

| Wycombe 15 settembre 2018, ore 15:00 WEST 8ª giornata | Wycombe | 0 – 0 referto | Oxford Utd | Adams Park (6 879 spett.)\| Arbitro: \| Davies \| |
| Arbitro:                                              | Davies  |               |            |                                                   |

| Arbitro: | Hicks |

|                      |           |                                |
| Evans 57’ Pitman 86’ | Marcatori | 21’ Morris 89’ (rig.) Jacobson |

| Arbitro: | Nield |

|                                 |           |                                 |
| Mackail-Smith 83’ Akinfenwa 86’ | Marcatori | 38’ Robinson 53’ Hopper 57’ Cox |

| Arbitro: | Oldham |

|            |           |               |
| Madden 37’ | Marcatori | 56’ Akinfenwa |

| Arbitro: | Breakspear |

|                                   |           |             |
| Jacobson 30’ (rig.) Akinfenwa 37’ | Marcatori | 47’ Sordell |

| Arbitro: | Kinseley |

|             |           |  |
| Chaplin 82’ | Marcatori |  |

| Arbitro: | Young |

|                                          |           |                        |
| Gape 27’ Onyedinma 53’ Mackail-Smith 90’ | Marcatori | 1’ Colclough 7’ Thomas |

| Arbitro: | Huxtable |

|                                        |           |  |
| Morris 10’ Akinfenwa 67’ Onyedinma 72’ | Marcatori |  |

| Arbitro: | Hair |

|                                       |           |                             |
| Cook 36’ Osbourne 52’ Gape 84’ (aut.) | Marcatori | 80’ (aut.) Leahy 90’ Samuel |

| Arbitro: | Toner |

|            |           |  |
| Morris 67’ | Marcatori |  |

| Arbitro: | Salisbury |

|          |           |               |
| Maja 84’ | Marcatori | 67’ Onyedinma |

| Arbitro: | Haines |

|                                    |           |                                   |
| El-Abd 11’ Jacobson 40’ Samuel 71’ | Marcatori | 4’ Amadi-Holloway 73’ Okenabirhie |

| Arbitro: | Oldham |

|                |           |                        |
| McConville 15’ | Marcatori | 77’ Kashket 90’ Samuel |

| Arbitro: | Coggins |

|              |           |  |
| Williams 55’ | Marcatori |  |

| Arbitro: | Whitestone |

|                      |           |                      |
| Eaves 56’ Parker 76’ | Marcatori | 12’ El-Abd 17’ Tyson |

| Arbitro: | Busby |

|               |           |                       |
| Onyedinma 90’ | Marcatori | 29’ Appiah 90’ Jervis |

#### Girone di ritorno
| Arbitro: | Salisbury |

|                              |           |                   |
| Akins 33’, 45’ Templeton 34’ | Marcatori | 27’ (aut.) Buxton |

| Arbitro: | Drysdale |

|            |           |  |
| Wootton 8’ | Marcatori |  |

| Arbitro: | Collins |

|  |           |                                      |
|  | Marcatori | 34’ (rig.) Chaplin 62’ Clarke-Harris |

| Arbitro: | Collins |

|                                  |           |                      |
| Cowan-Hall 77’, 90’ Thompson 90’ | Marcatori | 60’ Marquis 70’ Rowe |

| Arbitro: | Toner |

|  |           |             |
|  | Marcatori | 57’ Jombati |

| Arbitro: | Oldham |

|               |           |  |
| Akinfenwa 24’ | Marcatori |  |

| Arbitro: | Coy |

|                                   |           |                            |
| Heneghan 50’ Pritchard 83’ (rig.) | Marcatori | 12’ Akinfenwa 53’ Jacobson |

| Wycombe 2 febbraio 2019, ore 15:00 WET 31ª giornata | Wycombe | 0 – 0 referto | Bradford City | Adams Park (4 586 spett.)\| Arbitro: \| Bramall \| |
| Arbitro:                                            | Bramall |               |               |                                                    |

| Arbitro: | Davies |

|                             |           |  |
| Collins 33’ Moncur 85’, 88’ | Marcatori |  |

| Arbitro: | Donohue |

|                         |           |                     |
| Woodrow 13’ (rig.), 64’ | Marcatori | 90’ (rig.) Jacobson |

| Arbitro: | Boyeson |

|  |           |                  |
|  | Marcatori | 83’ Charles-Cook |

| Arbitro: | Kinseley |

|                                  |           |                                     |
| Godden 7’, 10’ Maddison 31’, 66’ | Marcatori | 16’ (aut.) Tafazolli 38’ Bloomfield |

| Arbitro: | Swabey |

|            |           |             |
| Samuel 35’ | Marcatori | 90’ Watmore |

| Arbitro: | Johnson |

|                |           |                                      |
| Cowan-Hall 23’ | Marcatori | 45’ (rig.), 66’ (rig.) Kee 71’ Smyth |

| Arbitro: | Kettle |

|                                |           |              |
| Beckles 87’ Norburn 90’ (rig.) | Marcatori | 67’ McCarthy |

| Arbitro: | Hooper |

|                          |           |            |
| Sinclair 30’ Ruffels 90’ | Marcatori | 21’ El-Abd |

| Arbitro: | Busby |

|                      |           |                          |
| Bean 55’ Kashket 82’ | Marcatori | 17’ Lowe 46’, 60’ Pitman |

| Arbitro: | Coggins |

|  |           |            |
|  | Marcatori | 35’ Pearce |

| Arbitro: | Coote |

|  |           |                    |
|  | Marcatori | 69’, 72’ Akinfenwa |

| Arbitro: | Haines |

|               |           |  |
| Henderson 79’ | Marcatori |  |

| Arbitro: | Breakspear |

|              |           |  |
| McCarthy 54’ | Marcatori |  |

| Arbitro: | Davies |

|                 |           |            |
| Pigott 38’, 53’ | Marcatori | 49’ Samuel |

| Arbitro: | Swabey |

|              |           |  |
| Jacobson 75’ | Marcatori |  |

### FA Cup
| Arbitro: | Hicks |

|                         |           |  |
| Shinnie 41’ Cornick 71’ | Marcatori |  |

### Coppa di Lega
| Arbitro: | Martin |

|                                                                     |                      |                                                            |
| Williams 50’                                                        | Marcatori            | 82’ Hoskins                                                |
| Jacobson Morris McCarthy Mackail-Smith Kashket Thompson Gape El-Abd | Tiri di rigore 7 – 6 | Bowditch Hoskins Waters Foley Taylor Bridge Facey Turnbull |

| Arbitro: | Coggins |

|                                            |                      |                                  |
| Kashket 55’ Stewart 74’                    | Marcatori            | 57’ Grubb 86’ Winchester         |
| Jacobson Freeman McCarthy Stewart Saunders | Tiri di rigore 4 – 3 | Doidge Gunning Grubb Brown Digby |

| Arbitro: | Simpson |

|                                                 |           |                                  |
| Cowan-Hall 17’ Saunders 61’ (rig.) McCarthy 75’ | Marcatori | 12’, 14’, 51’ Rhodes 41’ Trybull |

## Statistiche

### Statistiche di squadra
| Competizione  | Punti | In casa | In casa | In casa | In casa | In casa | In casa | In trasferta | In trasferta | In trasferta | In trasferta | In trasferta | In trasferta | Totale | Totale | Totale | Totale | Totale | Totale | DR  |
| Competizione  | Punti | G       | V       | N       | P       | Gf      | Gs      | G            | V            | N            | P            | Gf           | Gs           | G      | V      | N      | P      | Gf     | Gs     | DR  |
| ------------- | ----- | ------- | ------- | ------- | ------- | ------- | ------- | ------------ | ------------ | ------------ | ------------ | ------------ | ------------ | ------ | ------ | ------ | ------ | ------ | ------ | --- |
| League One    | 53    | 23      | 10      | 5       | 8       | 28      | 26      | 23           | 4            | 6            | 13           | 27           | 41           | 46     | 14     | 11     | 21     | 55     | 67     | -12 |
| FA Cup        | -     | 0       | 0       | 0       | 0       | 0       | 0       | 1            | 0            | 0            | 1            | 0            | 2            | 1      | 0      | 0      | 1      | 0      | 2      | -2  |
| Coppa di Lega | -     | 3       | 0       | 2       | 1       | 6       | 7       | 0            | 0            | 0            | 0            | 0            | 0            | 3      | 0      | 2      | 1      | 6      | 7      | -1  |
| Totale        | -     | 26      | 10      | 7       | 9       | 34      | 33      | 24           | 4            | 6            | 14           | 27           | 43           | 50     | 14     | 13     | 23     | 61     | 76     | -15 |

### Andamento in campionato
| Giornata  | 1  | 2  | 3  | 4  | 5  | 6  | 7  | 8  | 9  | 10 | 11 | 12 | 13 | 14 | 15 | 16 | 17 | 18 | 19 | 20 | 21 | 22 | 23 | 24 | 25 | 26 | 27 | 28 | 29 | 30 | 31 | 32 | 33 | 34 | 35 | 36 | 37 | 38 | 39 | 40 | 41 | 42 | 43 | 44 | 45 | 46 |
| --------- | -- | -- | -- | -- | -- | -- | -- | -- | -- | -- | -- | -- | -- | -- | -- | -- | -- | -- | -- | -- | -- | -- | -- | -- | -- | -- | -- | -- | -- | -- | -- | -- | -- | -- | -- | -- | -- | -- | -- | -- | -- | -- | -- | -- | -- | -- |
| Luogo     | C  | T  | C  | T  | T  | C  | T  | C  | T  | C  | T  | C  | T  | C  | C  | T  | C  | T  | C  | T  | C  | T  | C  | T  | T  | C  | C  | T  | C  | T  | C  | T  | T  | C  | T  | C  | C  | T  | T  | C  | C  | T  | T  | C  | T  | C  |
| Risultato | N  | P  | P  | N  | V  | N  | P  | N  | N  | P  | N  | V  | P  | V  | V  | P  | V  | N  | V  | V  | V  | N  | P  | P  | P  | P  | V  | V  | V  | N  | N  | P  | P  | P  | P  | N  | P  | P  | P  | P  | P  | V  | P  | V  | P  | V  |
| Posizione | 12 | 20 | 23 | 23 | 17 | 16 | 19 | 19 | 18 | 20 | 21 | 18 | 18 | 17 | 15 | 16 | 15 | 15 | 12 | 10 | 9  | 9  | 9  | 12 | 13 | 14 | 14 | 12 | 10 | 9  | 9  | 10 | 12 | 12 | 12 | 12 | 13 | 14 | 16 | 18 | 20 | 17 | 18 | 18 | 18 | 17 |

Legenda:

Luogo: C = Casa; T = Trasferta. Risultato: V = Vittoria; N = Pareggio; P = Sconfitta.

### Statistiche dei giocatori
| Giocatore            | League One | League One | League One  | League One | FA Cup   | FA Cup | FA Cup      | FA Cup     | Coppa di Lega | Coppa di Lega | Coppa di Lega | Coppa di Lega | Totale   | Totale | Totale      | Totale     |
| Giocatore            | Presenze   | Reti       | Ammonizioni | Espulsioni | Presenze | Reti   | Ammonizioni | Espulsioni | Presenze      | Reti          | Ammonizioni   | Espulsioni    | Presenze | Reti   | Ammonizioni | Espulsioni |
| -------------------- | ---------- | ---------- | ----------- | ---------- | -------- | ------ | ----------- | ---------- | ------------- | ------------- | ------------- | ------------- | -------- | ------ | ----------- | ---------- |
| R. Allsop            | 38         | 0          | 4           | 1          | 1        | 0      | 0           | 0          | 2             | 0             | 0             | 0             | 41       | 0      | 4           | 1          |
| Y. Makabu-Makalambay | 3          | 0          | 1           | 0          | -        | -      | -           | -          | 1             | 0             | 0             | 0             | 4        | 0      | 1           | 0          |
| C. Yates             | -          | -          | -           | -          | -        | -      | -           | -          | -             | -             | -             | -             | -        | -      | -           | -          |
| W. Charles           | 5          | 0          | 0           | 0          | -        | -      | -           | -          | 1             | 0             | 0             | 0             | 6        | 0      | 0           | 0          |
| A. El-Abd            | 34         | 3          | 8           | 1          | 1        | 0      | 0           | 0          | 1             | 0             | 0             | 0             | 36       | 3      | 8           | 1          |
| B. Frempah           | 1          | 0          | 0           | 0          | -        | -      | -           | -          | -             | -             | -             | -             | 1        | 0      | 0           | 0          |
| M. Harriman          | 24         | 0          | 1           | 1          | -        | -      | -           | -          | 2             | 0             | 0             | 0             | 26       | 0      | 1           | 1          |
| J. Jacobson          | 36         | 7          | 11          | 0          | 1        | 0      | 0           | 0          | 2             | 0             | 0             | 0             | 39       | 7      | 11          | 0          |
| J. McCarthy          | 44         | 2          | 4           | 0          | 1        | 0      | 1           | 0          | 3             | 1             | 0             | 0             | 48       | 3      | 5           | 0          |
| S. Jombati           | 33         | 1          | 8           | 0          | 1        | 0      | 0           | 0          | 3             | 0             | 0             | 0             | 37       | 1      | 8           | 0          |
| A. Stewart           | 17         | 0          | 1           | 0          | -        | -      | -           | -          | 1             | 1             | 0             | 0             | 18       | 1      | 1           | 0          |
| M. Bean              | 9          | 1          | 1           | 1          | 1        | 0      | 1           | 0          | 1             | 0             | 1             | 0             | 11       | 1      | 3           | 1          |
| M. Bloomfield        | 28         | 2          | 3           | 0          | -        | -      | -           | -          | 2             | 0             | 0             | 0             | 30       | 2      | 3           | 0          |
| N. Freeman           | 27         | 0          | 1           | 0          | -        | -      | -           | -          | 3             | 0             | 0             | 0             | 30       | 0      | 1           | 0          |
| D. Gape              | 43         | 1          | 8           | 0          | 1        | 0      | 0           | 0          | 2             | 0             | 1             | 0             | 46       | 1      | 9           | 0          |
| C. Thompson          | 39         | 1          | 8           | 0          | 1        | 0      | 0           | 0          | 2             | 0             | 0             | 0             | 42       | 1      | 8           | 0          |
| A. Akinfenwa         | 36         | 8          | 1           | 0          | -        | -      | -           | -          | 2             | 0             | 0             | 0             | 38       | 8      | 1           | 0          |
| P. Cowan-Hall        | 33         | 4          | 2           | 0          | 1        | 0      | 0           | 0          | 2             | 1             | 0             | 0             | 36       | 5      | 2           | 0          |
| S. Kashket           | 27         | 3          | 3           | 0          | 1        | 0      | 0           | 0          | 3             | 1             | 0             | 0             | 31       | 4      | 3           | 0          |
| A. Samuel            | 30         | 5          | 2           | 0          | 1        | 0      | 0           | 0          | 2             | 0             | 0             | 0             | 33       | 5      | 2           | 0          |
| N. Tyson             | 19         | 1          | 2           | 1          | -        | -      | -           | -          | -             | -             | -             | -             | 19       | 1      | 2           | 1          |
| L. Bolton            | 10         | 0          | 0           | 0          | -        | -      | -           | -          | -             | -             | -             | -             | 10       | 0      | 0           | 0          |
| S. Henderson         | 3          | 0          | 0           | 0          | -        | -      | -           | -          | -             | -             | -             | -             | 3        | 0      | 0           | 0          |
| M. Ingram            | 1          | 0          | 0           | 0          | -        | -      | -           | -          | -             | -             | -             | -             | 1        | 0      | 0           | 0          |
| C. Mackail-Smith     | 21         | 3          | 0           | 0          | 1        | 0      | 0           | 0          | 2             | 0             | 1             | 0             | 24       | 3      | 1           | 0          |
| B. Morris            | 19         | 4          | 3           | 0          | -        | -      | -           | -          | 1             | 0             | 0             | 0             | 20       | 4      | 3           | 0          |
| F. Onyedinma         | 21         | 4          | 1           | 0          | 1        | 0      | 0           | 0          | -             | -             | -             | -             | 22       | 4      | 1           | 0          |
| C. Owens             | 2          | 0          | 0           | 0          | -        | -      | -           | -          | -             | -             | -             | -             | 2        | 0      | 0           | 0          |
| S. Saunders          | 4          | 0          | 0           | 0          | -        | -      | -           | -          | 2             | 1             | 1             | 0             | 6        | 1      | 1           | 0          |
| D. Stockdale         | 2          | 0          | 1           | 0          | -        | -      | -           | -          | -             | -             | -             | -             | 2        | 0      | 1           | 0          |
| R. Williams          | 20         | 2          | 1           | 0          | 1        | 0      | 0           | 0          | 1             | 1             | 0             | 0             | 22       | 3      | 1           | 0          |